# Martini al instante
Martini al instante fue un informativo televisivo chileno emitido entre 1968 y 1970 por Canal 13 y entre 1970 y 1971 por TVN. Era presentado por César Antonio Santis y Gabriel Muñoz y su auspiciador era la firma comercial Martini Rossi. 
El programa inició sus emisiones el 1 de enero de 1968 y era transmitido de lunes a domingo en el bloque de las 21:30, y su duración fue variable, pasando a tener una "edición de medianoche" transmitida a las 23:00 con el paso de los años. Uno de sus comentaristas políticos fue Luis Hernández Parker.
El 28 de diciembre de 1969, con ocasión del Día de los Inocentes, los presentadores de Martini al instante y El Continental, César Antonio Santis y Pepe Abad respectivamente, aparecieron en sus canales opuestos leyendo las noticias de aquel día.
En febrero de 1970, Martini al instante y César Antonio Santis se trasladan a TVN, en reemplazo de Telediario, y por ende, el 1 de marzo de aquel año Canal 13 lanza Teletrece, presentado por Pepe Abad, quien antes había conducido El Repórter Esso y El Continental.
Ya en Televisión Nacional de Chile, Martini al Instante aumenta su equipo de comentaristas (entre los que se incluía a Luis Hernández Parker, Juan Ramón Silva, Lidia Baltra y Pedro Carcuro), hasta que en abril de 1971, el informativo es cancelado debido al retiro del auspiciador (Martini Rossi) y a la situación política que vivía el país.
En respuesta al fin de Martini al Instante, TVN relanza su departamento de prensa con un nuevo nombre para su informativo, denominado Noticiero, el cual se emitiría hasta el 10 de septiembre de 1973, antes del golpe de Estado.